# Kanurennsport-Europameisterschaften 2002
Die Kanurennsport-Europameisterschaften 2002 fanden in Szeged in Ungarn statt. Es waren die 15. Europameisterschaften, Ausrichter war der Europäische Kanuverband ECA.

## Ergebnisse
Insgesamt wurden Wettbewerbe in 27 Kategorien ausgetragen, davon  9 für Frauen.

### Herren

#### Kanadier
| Disziplin | Disziplin | Gold                                                                    | Leistung     | Silber                                                                             | Leistung     | Bronze                                                                         | Leistung     |
| --------- | --------- | ----------------------------------------------------------------------- | ------------ | ---------------------------------------------------------------------------------- | ------------ | ------------------------------------------------------------------------------ | ------------ |
| C1        | 200 m     | Maxim Opalew                                                            | 39,904 s     | Andrzej Jezierski                                                                  | 40.748 s     | Sándor Malomsoki                                                               | 40,988 s     |
| C1        | 500 m     | Maxim Opalew                                                            | 1:45,614 min | Andreas Dittmer                                                                    | 1:46,826 min | Martin Doktor                                                                  | 1:48,038 min |
| C1        | 1000 m    | Andreas Dittmer                                                         | 3:58,103 min | Maxim Opalew                                                                       | 3:58,979 min | Stanimir Atanassow                                                             | 4:00,893 min |
| C2        | 200 m     | UngarnMiklós Buzál Attila Végh                                          | 36,899 s     | TschechienPetr Netušil Petr Fuksa                                                  | 36,971 s     | RumänienIonel Averian Mikhail Vartolomei                                       | 37,011 s     |
| C2        | 500 m     | RusslandAlexander Kostoglod Sergei Ulegin                               | 1:38,502 min | RumänienSilviu Simioncencu Florin Popescu                                          | 1:39,650 min | DeutschlandTomasz Wylenzek Christian Gille                                     | 1:40,866 min |
| C2        | 1000 m    | RumänienSilviu Simioncencu Florin Popescu                               | 3:38,607 s   | PolenMarcin Kobierski Michał Śliwiński                                             | 3:38,727 min | RusslandAlexander Kostoglod Sergei Ulegin                                      | 3:38,859 min |
| C4        | 200 m     | RusslandSergei Ulegin Maxim Opalew Roman Krugljakow Alexander Kostoglod | 33,854 s     | UngarnGyörgy Kolonics Sándor Malomsoki Gábor Ivan László Vasali                    | 33,866 s     | TschechienPetr Procházka Petr Fuksa Jan Břečka Karel Kožíšek                   | 34,322 s     |
| C4        | 500 m     | UngarnGábor Ivan Sándor Malomsoki György Kozmann Béla Belicza           | 1:29,956 min | RusslandAlexei Wolkonski Konstantin Fomitschow Alexander Artemida Roman Krugljakow | 1:30,424 min | RumänienMikhail Vartolomei Samil Grigore Ionel Averian Iosif Anisim            | 1:30,640 min |
| C4        | 1000 m    | UngarnGábor Ivan Ferenc Novák György Kozmann Béla Belicza               | 3:18,790 min | RumänienMitică Pricop Samil Grigore Ionel Averian Iosif Anisim                     | 3:20,146 min | RusslandAlexei Wolkonski Dmitri Sergeev Konstantin Fomitschow Roman Krugljakow | 3:20,674 min |

#### Kajak
| Disziplin | Disziplin  | Gold                                                                  | Leistung     | Silber                                                                                          | Leistung     | Bronze                                                                                   | Leistung     |
| --------- | ---------- | --------------------------------------------------------------------- | ------------ | ----------------------------------------------------------------------------------------------- | ------------ | ---------------------------------------------------------------------------------------- | ------------ |
| K1        | 200 Meter  | Ronald Rauhe                                                          | 35,201 s     | Vince Fehérvári                                                                                 | 35,441 s     | Romas Petrukanecas                                                                       | 35,621 s     |
| K1        | 500 Meter  | Ákos Vereckei                                                         | 1:36,868 min | Petar Merkow                                                                                    | 1:39,924 min | Jovino González Comesaña                                                                 | 1:37,440 min |
| K1        | 1000 Meter | Tim Brabants                                                          | 3:34,148 min | Adam Seroczyński                                                                                | 3:34,226 min | Lutz Liwowski                                                                            | 3:34,616 min |
| K2        | 200 Meter  | UngarnVince Fehérvári Róbert Hegedűs                                  | 32,382 s     | DeutschlandTim Wieskötter Ronald Rauhe                                                          | 32,546 s     | PolenMarek Twardowski Adam Wysocki                                                       | 32,554 s     |
| K2        | 500 Meter  | DeutschlandTim Wieskötter Ronald Rauhe                                | 1:26,971 min | UngarnBotond Storcz Zoltán Kammerer                                                             | 1:27,047 min | SchwedenMarkus Oscarsson Henrik Nilsson                                                  | 1:27,263 min |
| K2        | 1000 Meter | SchwedenMarkus Oscarsson Henrik Nilsson                               | 3:11,931 min | SlowakeiRóbert Erban Juraj Kadnár                                                               | 3:31,545 min | NorwegenNils Olav Fjeldheim Eirik Verås Larsen                                           | 3:13,665 min |
| K4        | 200 Meter  | SlowakeiRastislav Kužel Ladislav Belovič Martin Chorváth Juraj Lipták | 30,414 s     | SpanienManuel Munoz Arestoy Jaime Acuna Iglesias Aique Gonzales Comesana Oier Aranzadi Aizpurua | 30,482 s     | UngarnIstván Beé Gábor Horváth Vince Fehérvári Róbert Hegedűs                            | 30,518 s     |
| K4        | 500 Meter  | SlowakeiRichard Riszdorfer Michal Riszdorfer Erik Vlček Juraj Bača    | 1:19,650 min | UngarnRóbert Hegedűs Zsombor Borhi Lajos Gyökös Roland Kökény                                   | 1:20,278 min | ItalienAndrea Facchin Luca Piemonte Franco Benedini Antonio Rossi                        | 1:20,350 min |
| K4        | 1000 Meter | SlowakeiJuraj Bača Erik Vlček Richard Riszdorfer Michal Riszdorfer    | 2:51,446 min | UngarnBotond Storcz Roland Kökény Gábor Horváth Zoltán Kammerer                                 | 2:52,748 min | BulgarienMilko Kasanow Ivan Hristov Petar Merkow Jordan JordanowJordan Jordanow (Kanute) | 2:52,754 min |

### Frauen

#### Kajak
| Disziplin | Disziplin  | Gold                                                                          | Leistung     | Silber                                                                        | Leistung     | Bronze                                                                         | Leistung     |
| --------- | ---------- | ----------------------------------------------------------------------------- | ------------ | ----------------------------------------------------------------------------- | ------------ | ------------------------------------------------------------------------------ | ------------ |
| K1        | 200 Meter  | Teresa Portela                                                                | 40,319 s     | Aneta Pastuszka                                                               | 40,563 s     | Rachel Train                                                                   | 41,227 s     |
| K1        | 500 Meter  | Katalin Kovács                                                                | 1:47,343 min | Josefa Idem                                                                   | 1:48,703 min | Elżbieta Urbańczyk                                                             | 1:49,963 min |
| K1        | 1000 Meter | Katalin Kovács                                                                | 3:55,298 min | Josefa Idem                                                                   | 3:57,842 min | Katrin Wagner                                                                  | 3:59,432 min |
| K2        | 200 Meter  | SpanienSonia Molanes Beatriz Manchón                                          | 37,145 s     | PolenJoanna Skowroń Aneta Pastuszka                                           | 37,529 s     | RusslandGalina Porywajewa Natalja Guli                                         | 37,637 s     |
| K2        | 500 Meter  | PolenJoanna Skowroń Aneta Pastuszka                                           | 1:37,987 min | UngarnKinga Bóta Szilvia Szabó                                                | 1:39,087 min | SpanienBeatriz Manchón Sonia Molanes Costa                                     | 1:39,795 min |
| K2        | 1000 Meter | UngarnKinga Bóta Szilvia Szabó                                                | 3:38,283 min | PolenAneta Białkowska Joanna Skowroń                                          | 3:39,968 min | DeutschlandManuela Mucke Nadine Opgen-Rhein                                    | 3:40,172 min |
| K4        | 200 Meter  | SpanienTeresa Portela Beatriz Manchón Sonia Molanes Costa María Isabel García | 34,317 s     | UngarnNataša Janić Kinga Bóta Szilvia Szabó Tímea Paksy                       | 34,521 s     | RusslandGalina Porywajewa Marina Iatsun Natalja Guli Olga Tischtschenko        | 35,165 s     |
| K4        | 500 Meter  | UngarnKinga Bóta Erzsébet Viski Szilvia Szabó Katalin Kovács                  | 1:30,765 min | SpanienTeresa Portela Beatriz Manchón Sonia Molanes Costa María Isabel García | 1:32,049 min | PolenAneta Białkowska Aneta Pastuszka Joanna Skowroń Karolina Sadalska         | 1:33,077 min |
| K4        | 1000 Meter | UngarnKatalin Móni Tímea Paksy Alexandra Keresztesi Erzsébet Viski            | 3:21,280 min | RumänienFlorica Vulpeş Alina Ciurescu Mariana Ciobanu Lidia Rusanescu         | 3:23,674 min | PolenKarolina Sadalska Dorota Kuczkowska Iwona Pyżalska Małgorzata Czajczyńska | 3:26,500 min |

## Medaillenspiegel
| Platz  | Land                   | Gold | Silber | Bronze | Gesamt |
| ------ | ---------------------- | ---- | ------ | ------ | ------ |
| 1      | Ungarn                 | 10   | 7      | 2      | 19     |
| 2      | Russland               | 4    | 2      | 4      | 10     |
| 3      | Deutschland            | 3    | 2      | 4      | 9      |
| 4      | Spanien                | 3    | 2      | 2      | 7      |
| 5      | Slowakei               | 3    | 1      | 0      | 4      |
| 6      | Polen                  | 1    | 6      | 4      | 11     |
| 7      | Rumänien               | 1    | 3      | 2      | 6      |
| 8      | Vereinigtes Königreich | 1    | 0      | 1      | 2      |
| 8      | Schweden               | 1    | 0      | 1      | 2      |
| 10     | Italien                | 0    | 2      | 1      | 3      |
| 11     | Bulgarien              | 0    | 1      | 2      | 3      |
| 11     | Tschechien             | 0    | 1      | 2      | 3      |
| 11     | Litauen                | 0    | 0      | 1      | 1      |
| 11     | Norwegen               | 0    | 0      | 1      | 1      |
| Gesamt |                        | 27   | 27     | 27     | 81     |